# Euploea illustris
Euploea illustris är en fjärilsart som beskrevs av Butler 1878. Euploea illustris ingår i släktet Euploea och familjen praktfjärilar. Inga underarter finns listade i Catalogue of Life.